# Deliberativt demokrati
Deliberativt demokrati refererer til et system af politiske beslutninger baseret på en udveksling mellem konsensusbeslutningstagning og repræsentativt demokrati. Begrebet er oprindeligt udviklet af Joseph M. Bessette.
Deliberation betyder rådslagning, eller grundig overvejelse. Deliberativt demokrati bygger på en større grad af borgerindflydelse og deltagelse i den politiske beslutningsproces, via en borger/ekspert deliberation, en kvalificeret debat på et veloplyst nuanceret grundlag borgerne og eksperterne (og i nogle tilfælde politikerne) imellem, for på den måde (med det formål) at finde den bedste, den rigtige, den holdbare løsning.

## Videreudvikling af det republikanske demokrati
Overordnet refereres der til kontrasten mellem den repræsentative demokratimodel, hvor folkelige valg og repræsentation er de afgørende elementer, og den deliberative demokratimodel, hvor der argumenteres for at en legitim udøvelse af magt og beslutninger kun kan retfærdiggøres ved offentlig debat og diskussion (deliberation) mellem borgerne. Ideerne i det deliberative demokrati skal ses i sammenhæng med det republikanske demokrati.

### Det antikke demokrati
Den franske politiske teoretiker Benjamin Constant (1767-1830) opstillede en distinktion mellem ”det antikke demokrati” og ”det moderne demokrati”. Det antikke demokrati forstod han som en republikansk model med deltagerindflydelse, da borgerne direkte påvirkede beslutningerne gennem debatter og direkte valg. For at fremme den nødvendige deltagelse, havde borgerne en moralsk forpligtelse til at afsætte den nødvendige tid og energi. Dog var det antikke demokrati begrænset til relativt små og homogene møder, som uden problemer kunne foregå på pladser og markeder og hvor man kunne drøfte politiske og samfundsmæssige spørgsmål. Dermed lå grundessensen i, at individerne blev til i fællesskabet, når beslutningerne blev taget op på jordnært niveau. Overfor den republikanske demokratiske tradition, stod den liberale, som fremhævede at borgerne er defineret uafhængigt af samfundet og har rettigheder forud for indtrædelse i dette.

## Hal Koch
Også på dansk grund har den deliberative demokratimodel haft fremtrædende fortalere. Her skal ikke mindst Hal Kochs folkeoplysende indsats under 2. verdenskrig fremhæves. Hal Koch tilskyndede danskerne til at værne om det folkelige fælles liv, om nationens åndelige egenart og de demokratiske traditioner. Demokratiets væsen, skrev han i det deliberative skriftsted Hvad er demokrati? (1945) efter krigen, er ikke bestemt ved selve beslutningen, men ved samtalen, forhandlingen, den gensidige respekt og forståelse, og han pointerede, at enhver demokratisk beslutning hænger sammen med en forudgående debat og dialog.

## Jürgen Habermas
Moderne tænkere har i forbindelse med deliberative demokratidiskussioner ofte anført at både republikansk– liberal- og deliberativt demokrati skal kombineres. Denne tanke stod Jürgen Habermas for, da han så de forskellige idealer for demokratisk dialog og deltagelse som forudsætning for inddragelse af borgerne i politiske beslutninger. Hans opfattelse af individerne er, i modsætning til republikanerne, at deres rettigheder skal tages for givet. Dette skyldtes deres mulighed for overhovedet at kunne indtræde på den politiske scene. Habermas’ arbejde tog bl.a. udgangspunkt i britiske kaffeklubbers politiske møder i det 18. århundrede, hvor oplyste borgere mødtes til debat om politiske spørgsmål. I denne forbindelse mener Habermas at de politiske rettigheder og den liberale retsorden kommer i første række, så befolkningen netop har muligheden for at forsamles. Dette ideal som Habermas ligger for, skal mest af alt ses som en idealtype, eller et billede på de demokratiske processers betingelser.

### Dialog som bærende element
I det deliberative demokrati står dialogen som det centrale. Bessette nævner at der på tværs af alle teoretikere kan spores tre grundlæggende overensstemmelser, som består i information, gensidighed og argumentation. Den demokratiske og politiske debat består som hovedfelt i, at deltagerne argumenterer med hinanden, for på den måde at søge de andres tilslutning til en bestemt holdning eller overbevisning. Demokrati skal organiseres således, at det fremmer en rationel og fornuftigt debat blandt borgerne. Deliberativt demokrati vil ”forbedre” det repræsentative demokrati på to måder. Først og fremmest skal en bredere og mere oplysende debat resultere i bedre og mere rationelle beslutninger fra magthavernes side. For det andet foreslås det at en sådan debatkultur vil fremme borgernes argumentationer for deres holdninger, øge de erkendelsesmæssige evner og vække offentlighedens politiske engagement.
De deltagende skal være i stand til, med en forholdsvis høj grad af oplysning, at kunne kommunikere med hinanden, så debatten kan opretholdes og ende med et resultat. Habermas taler i denne forbindelse om kommunikativ rationalitet. Der skal ifølge Habermas være en lige debat, hvor deltagerne ikke er begrænset af nogen form for tvang. Dialogen mellem borgerne skal være åben, og i forlængelses heraf, skal borgerne anerkende hinanden. Habermas mener at de moderne oplysningsprocesser kun består af deltagere og vindere. Han argumenterer for at moderniteten er et uafsluttet projekt med et endnu ikke udnyttet fornuftpotentiale, som ligger implicit i den kommunikative handlen. Et gennemgående argument, er sprogets komplekse forankring i samfundet som giver borgerne mulighed for at komme til orde indbyrdes. Rationaliteten ligger i Habermas’ optik modsat af instrumentel og strategisk rationalitet i f.eks. økonomisk tænkning, hvor han mener at kommunikativ handlen og rationel konsensusdannelse også udgør en form for rationalitet. En påstand vil være gyldig, hvis den er faktuel sand, normativt rigtig og er et oprigtigt udtryk for den deltagendes overbevisning. Når disse ”krav” er opfyldt, vil der være tale om en kommunikativ handlen. Samtidig understreger Habermas også, at et stort krav til et deliberativt demokrati er, at der er lige og fri adgang til debatten. Hermed ligger der et endnu større potentiale for et deliberativt demokrati i det moderne samfund. Valgretten er mindre indskrænket i dag, end i f.eks. de engelske kaffeklubber i 1700-tallet, hvor store befolkningsgrupper, herunder kvinder, var ekskluderet. Habermas understreger også, at det ikke kun er det altafgørende at alle kan deltage. Debatten skal også internt opfylde nogle krav, som sikre at alle har mulighed for at fremsætte sine synspunkter, argumenter mv. En kommunikativ handlen kan derfor forstås som handlinger, der igennem offentlig dialog og debat søger at skabe fælles forståelser på områder, hvor deltagerne anerkender, at de har nogle fælles forpligtelser. I den forstand kan man tale om kommunikative handlinger som fællesskabsdannende.
Ud fra den deliberative model knytter den centrale politiske deltagelse sig altså til selve den demokratiske samtale/debat. Over for den deltagelsesdemokratiske model, hvor der altså tillægges enhver deltagelsesform demokratisk dannelsespotentiale, anlægger den deliberative model altså et snævrere fokus og heraf følger bl.a. en højere vægtning af de konstitutionelle rettigheder. Samtalen skal ikke blot være en del af privatsfæren, men må institutionaliseres, så den offentlige mening afspejles i de politiske beslutninger, ligesom alle må sikres rettigheder til at deltage i den bredere politiske debat.
Sammenfattende kan man for det deliberative demokratis vedkommende konkludere, at hovedlinjerne ligger i den dialogstyrende overbevisning, der fremhæver den frie samtale som demokratiets grundessens. Den deliberative model fremhæver, at den demokratiske samtale som deltagelsesmæssigt omdrejningspunkt frem for alt bør kunne udfoldes inden for nogle retsligt bestemte rammer. Som normative demokratimodeller afstikker de med andre ord vidt forskellige retningslinjer for det demokratiske samfund.

## Opsamling
Deliberativt demokrati overordnet set opsamles i følgende hovedlinjer:
- Den demokratiske dialog skal være det centrale i demokratiet.
- Samtalepartnerne (borgene) skal være ligestillede i debatter, således at ingen dominansforhold gøres gældende.
- De debatterende skal have evnerne og muligheden til at kunne fremsætte deres synspunkter og budskaber.
- Der skal være lige og fri afgang til debatten.

## Bidragydere
Andre bidrag til begrebet deliberativt demokrati kan findes hos Jon Elster, Jürgen Habermas, David Held, Joshua Cohen, John Rawls, Amy Gutmann, John Dryzek, James Fishkin, Dennis Thompson og Seyla Benhabib. I en dansk kontekst har blandt andre Hal Koch og Jørn Loftager beskæftiget sig med emnet.